# José Maria Angresola Jiménez
José María Angresola Jiménez, més conegut com a Mossa (València, País Valencià, 24 de gener de 1989), és un exfutbolista valencià que com a jugador ocupava la posició de defensa. Posteriorment fa d'entrenador de futbol.
Com a jutador, es va retirar al Reial Oviedo. A part del Gimnàstic, també va militar la temporada 2008-09 a l'Atlètic Llevant B i en les dues següents (2009-10 i 2010-11) en el primer equip del Llevant. La següent temporada la va passar al València Mestalla, i en les dues següents, va tornar a l'equip granota "B". El 2014, el jugador valencià va firmar per dues temporades amb els granes.